# Corazón, corazón
Corazón, corazón va ser un programa de televisió dedicat al periodisme del cor que emetia La 1 de Televisió espanyola. Es tractava un dels espais de televisió a Espanya més longeus, amb prop de 17 anys ininterromputs d'emissió.

## Història
Corazón, cororazón es va estrenar el 4 de juliol de 1993 com un programa dedicat al món del cor i de la crònica social. El format estava presentat inicialment per Cristina García Ramos i s'emetia els caps de setmana abans de la primera edició del Telediario. Durant 15 anys el programa va ser dirigit i presentat per la periodista, la qual cosa suposa el rècord a Espanya de presentació ininterrompuda d'un programa de televisió. Després de 1315 edicions, García Ramos es va acollir a un Expedient de regulació d'ocupació que li va permetre la jubilació. En el seu comiat va insistir que la seva meta va ser fugir de la vulgaritat, la xaroneria i el mal gust. Durant part d'aquests anys, va comptar amb el suport de professionals com Carolina Vespa, Silvana Sandoval, Lola Martínez, Isabel Baeza, Eva Luna, Coro Araujo, Mercedes Poveda, Ludmila Bravo, Beatriz López, Sonia Sánchez Recio o Víctor Otamendi en la redacció i amb Miguel Cruz i José María Castillo en la realització, entre d'altres.
Al juliol de 2008 Sonia Ferrer, presentadora substituta de Cristina García Ramos, la va rellevar com a presentadora del programa fins a setembre de 2008, en el qual Jose Toledo va arribar com a última presentadora de l'espai i així mateix un canvi de grafisme i de format. La presentadora va estar lligada a la cadena pública fins a gener de 2010, després de quinze anys treballant-hi.
Finalment, el 3 de gener de 2010 el programa va acabar donant lloc a una fusió amb Corazón, amb Carolina Casado de presentadora. Així, tots dos programes van passar a ser un sota la denominació de Corazón, emès tots els dies en La 1 a les 14.30 hores i presentat per Anne Igartiburu (de dilluns a divendres) i per Carolina Casado els dissabtes i diumenges. No obstant això, encara que l'edició del cap de setmana va continuar sent presentada per Carolina Casado, l'edició diària va passar a ser presentada per Elena S. Sánchez des del 3 de setembre de 2012. Tot i així, el 20 de maig de 2013 es va estrenar una segona edició de Corazón a les 20.20 hores, passant a ser la primera presentada per Anne Igartiburu i la segona per Elena S. Sánchez. De la mateixa manera, Carolina Casado va continuar al capdavant de l'edició emesa els caps de setmana a les 14.30 hores, a més de substituir Anne i Elena en cas d'absència d'aquestes.

## Format
Degà dels programes dedicats a informar sobre l'actualitat social, el programa compaginava reportatges sobre actes socials, estrenes, inauguracions i altres esdeveniments, amb semblances - tant des del punt de vista professional com del personal - sobre personatges coneguts del món del cinema, la cultura o la cançó. A vegades es realitzaven entrevistes a personatges rellevants.
El to emprat pretenia allunyar-se del sensacionalisme que atribueix a altres programes de televisió i en paraules pronunciades per la seva primera presentadora l'any de la seva estrena l'objectiu era informar fugint de les especulacions i només referent a fets consumats que puguin considerar-se com a notícies.